# Paectes elegans
Paectes elegans là một loài bướm đêm trong họ Noctuidae.